# Nirańdźana
Nirańdźana (ang. Niranjana, Nieskalany, Nirańdźan, ang. Niranjan) –
bóg z panteonu hinduizmu bengalskiego.

## Recepcja w literaturze religijnej
- Ćandimangala Mukundarama określa go jako Adjadewa Nirańdźana (Pierwotny Bóg)[1].
- Ruparam opisuje Nirańdźanę pod postacią dzika o błyszczących kłach i białej sierści, wydobywającego planetę Ziemię z kosmicznego Podziemia[2].
- Śunjapurana wymiennie stosuje dla pierwotnego boga imiona: Prabhu, Dharma, Nirańdźana[3].